# 城ヶ崎駅
城ヶ崎駅（じょうがさきえき）は、かつて鹿児島県川辺郡知覧町（現・南九州市）にあった鹿児島交通知覧線の駅（廃駅）である。

## 歴史
- 1930年（昭和5年）11月15日：薩南中央鉄道の薩摩川辺 - 知覧間延伸と同時に開業。
- 1943年（昭和18年）4月2日：薩南中央鉄道が南薩鉄道に吸収合併され、同社知覧線の駅となる。
- 1944年（昭和19年）5月17日：廃止。
- 1952年（昭和27年）11月1日：再開業。
- 1965年（昭和40年）11月15日：知覧線廃止に伴い廃駅。

## 駅構造
地上駅であった。

## 隣の駅
鹿児島交通
知覧線
小野駅 - 城ヶ崎駅 - 知覧駅